# لاله ساکساتیلیس
لاله ساکساتیلیس (نام علمی: Tulipa saxatilis) نام یک گونه از سرده لاله است که در ترکیه و یونان یافت می‌شود.